# 大島鼯
大島鼯(Nesophontes major)是一种已灭绝的鼩形目动物，是岛鼯属下的一种。它们是古巴的特有种。被认为因16世纪欧洲殖民者引入的大家鼠而导致该物种灭绝。